# Caius Galerius
Caius Galerius (fl.16 à 31 apr. J.-C. ) est un chevalier romain de l'Empire romain.

## Biographie
Caius Galerius est un chevalier romain, qui est préfet d'Égypte  d'environ 16 à 31 apr. J.-C. et décède en rentrant d'Egypte probablement lors d'un naufrage. 
Il était marié à Helvia, une sœur de la mère de Sénèque et était donc oncle par alliance du philosophe.
Caius Galerius est peut être le grand-père de Galeria Fundana et le père de Publius Galerius Trachalus.